# Supella chapini
Supella chapini är en kackerlacksart som först beskrevs av Rehn, J. A. G. 1947.  Supella chapini ingår i släktet Supella och familjen småkackerlackor. Inga underarter finns listade i Catalogue of Life.